# Dernières Nouvelles d'Alsace
Les Dernières Nouvelles d'Alsace («Las Últimas Noticias de Alsacia»), conocido habitualmente por sus siglas DNA, es un diario regional francés de Alsacia.
Fue fundado en 1877 en Estrasburgo con el nombre de Straßburger Neueste Nachrichten por el impresor y editor alemán Heinrich Ludwig Kayser.
En la actualidad, es uno de los diarios regionales más antiguos de Francia. Su difusión abarca todo el territorio de Alsacia (Bajo Rin y Alto Rin), lo que le convierte en el diario más leído de la región, con una media diaria de 471.000 lectores (2024). También se lee en el vecino departamento de los Vosgos, muy vinculado a Alsacia.
El periódico es una filial del grupo editorial EBRA. Pertenece en su totalidad al banco Crédit Mutuel.

## Historia

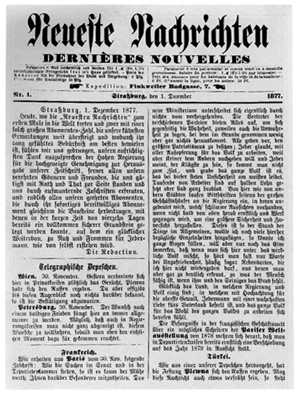
Portada del primer número del Neueste Nachrichten del 1 de diciembre de 1877.

El periódico fue fundado en noviembre de 1877 por el editor e impresor Heinrich Ludwig Kayser con el nombre de Straßburger Neueste Nachrichten, y su primer número apareció el 1 de diciembre. Entre 1877 y 1891 tuvo su sede en el número 7 de la rue du Bain del barrio estrasburgués de Finkwiller. Al principio era un semanario gratuito en alemán, pero en 1878 se convirtió en un diario de pago. El periódico se imprimía en relieve hasta que, en 1911, se instaló la primera rotativa. Aunque en aquella época en Estrasburgo ya se publicaban varios diarios (Straßburger Zeitung, Straßburger Bote y otros), pronto el Neueste Nachrichten ganó una gran popularidad. Se dirigía a un amplio espectro de lectores y fue el primero de Alsacia en incorporar anuncios clasificados para comerciantes y particulares.

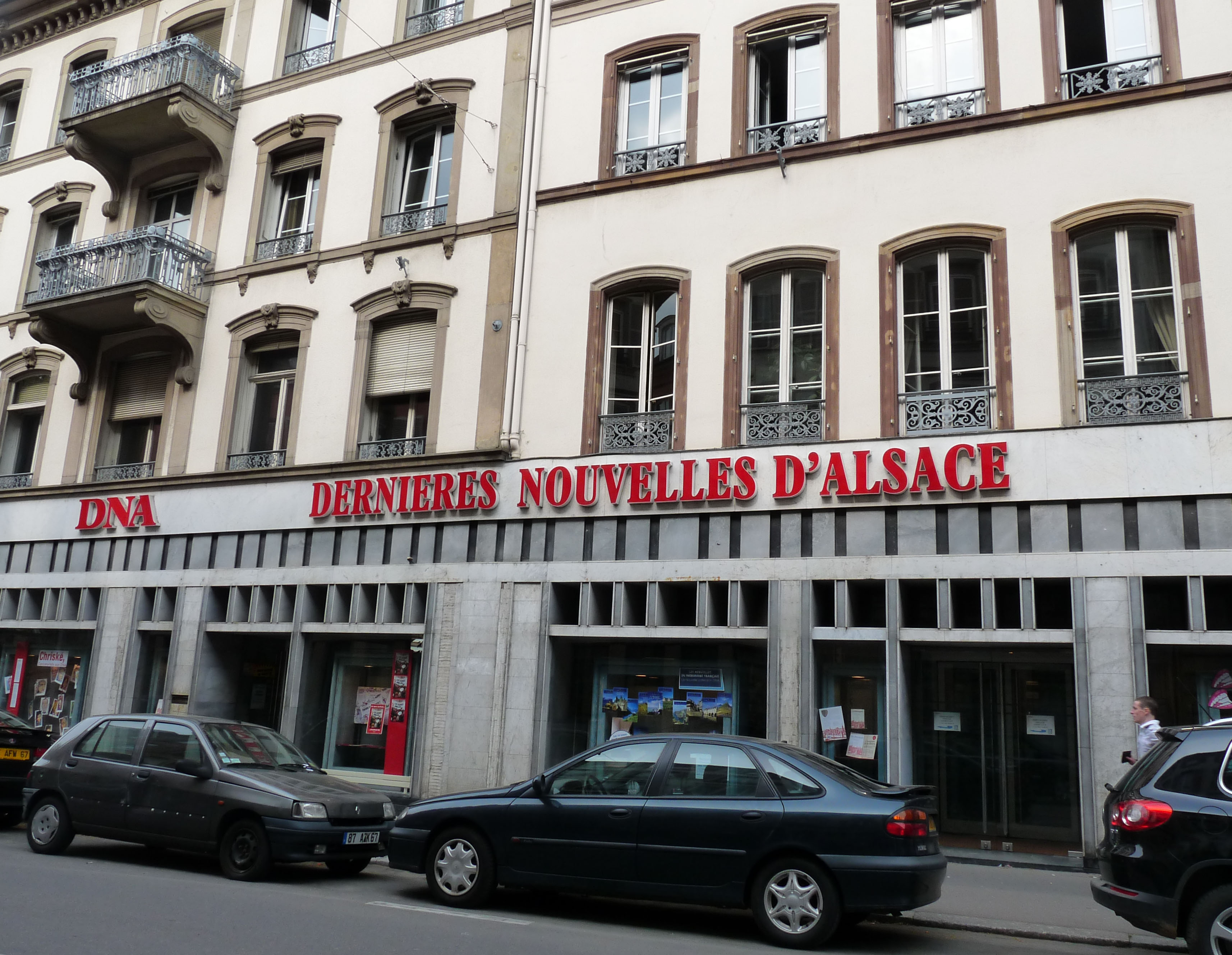
Sede del periódico en Estrasburgo.

Desde 1891, la sede de DNA se encuentra en la rue de la Nuée-Bleue de Estrasburgo. En su fachada se colocó un gallo mecánico que cacareaba tres veces al mediodía para celebrar la victoria francesa en 1918. Fue desmontado en 1939 y vuelto a instalar en 1944.
En 1921 vio la luz la primera edición en francés, con el nombre de Les Dernières nouvelles de Strasbourg, y comenzó la implantación del diario en la región del Alto Rin, en Colmar (Les Dernières nouvelles de Colmar). Entre 1928 y 1939 se publicó una edición extrarregional llamada Les Dernières nouvelles d'Alsace et de Lorraine.
En septiembre de 1939, tras el estallido de la Segunda Guerra Mundial, la población civil de Estrasburgo fue evacuada por temor a los bombardeos alemanes. Desde octubre, Les Dernières nouvelles de Strasbourg comenzaron a publicarse desde Burdeos. El 22 de junio de 1940, el periódico pasó a llamarse Journal des réfugiés de la région du Sud-Ouest y se editó hasta el mes de agosto. Entretanto, en Alsacia, las máquinas de la rue de la Nuée Bleue fueron requisadas por los nazis para publicar un diario propagandístico.

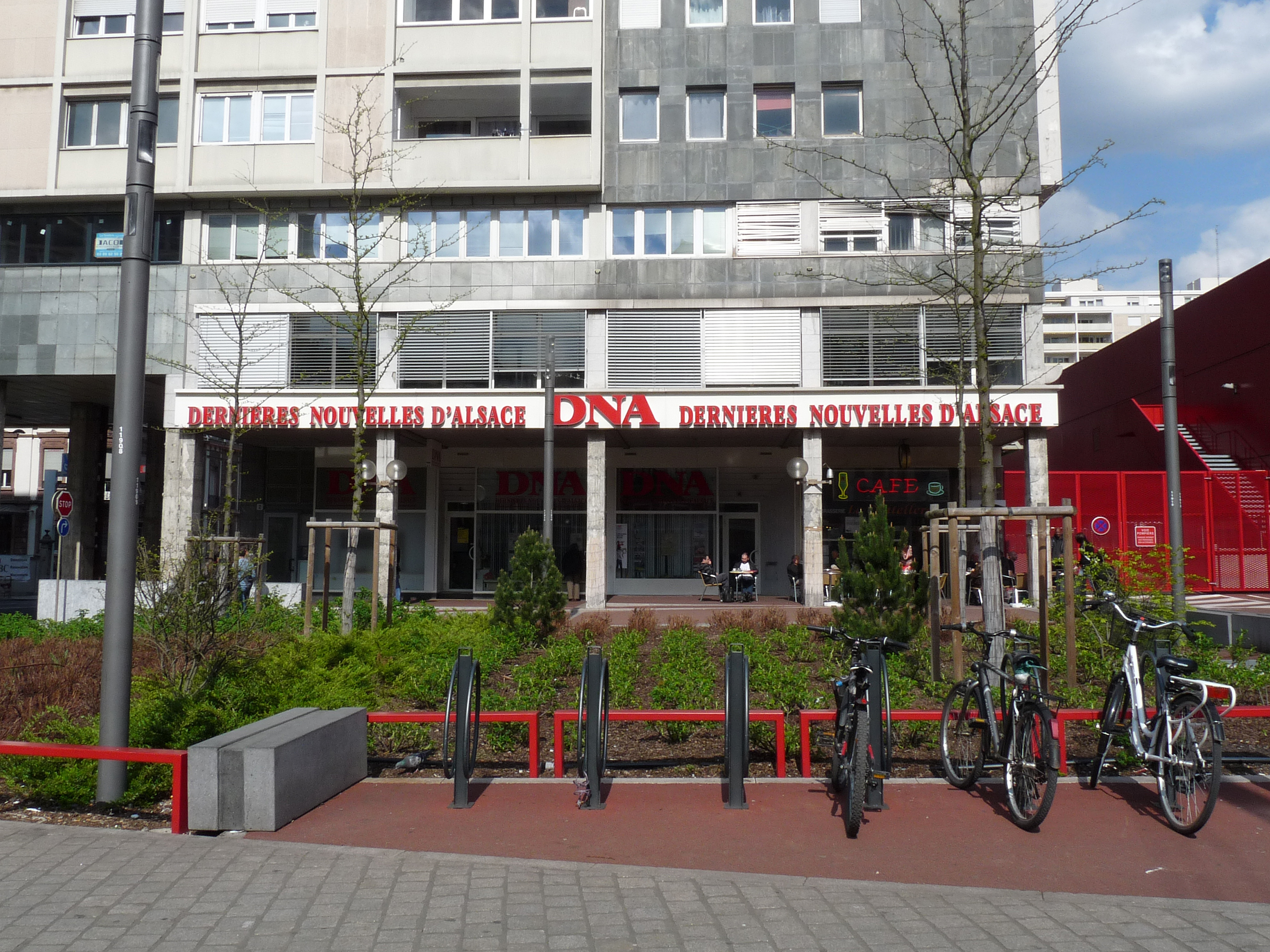
Sede en Mulhouse.

El periódico reanudó su publicación en enero de 1945. En 1952, una nueva ley obligó a la prensa a suspender la publicación durante un día a la semana, circunstancia que propició la aparición de una nueva cabecera de corte «deportivo», denominada Les Dernières Nouvelles du Lundi. En 1962, DNA comenzó a ampliar su cobertura en el sur de Alsacia con secciones en Mulhouse, Saint-Louis, Thann y Altkirch. En 1977, el periódico se imprimió por primera vez en offset, utilizando un proceso químico de tinta y agua. La composición con plomo se abandonó definitivamente en 1989.
DNA fue uno de los primeros diarios regionales franceses en contar con una edición web, lanzada ya en 1995. Por aquel entonces, menos del 2% de los hogares franceses tenían acceso a Internet. En 2006 se instaló en la sede del diario una nueva rotativa Wifag E371. En octubre de 2011 se renovó la maquetación del diario y se añadió un código de colores para las distintas secciones.
Desde su fundación, el periódico ha reflejado la tradición bilingüe de Alsacia y fue uno de los promotores de la reconciliación franco-alemana tras la Segunda Guerra Mundial. Esta vocación transfronteriza quedaba patente con la existencia de una edición diaria en alemán de DNA, con una cabecera en color azul. Esta edición dejó de publicarse en marzo de 2012 por falta de demanda, hecho que refleja la pérdida de relevancia que han experimentado la lengua alemana y los medios de comunicación en alemán en Alsacia durante las últimas décadas. Desde entonces, se publica un suplemento semanal en alemán con el título Deutsche Beilage / Supplément en allemand, y también se publican noticias en alemán en el portal web de DNA.
La edición en francés, que se publica con una cabecera en color rojo, tiene una tirada de 114.000 ejemplares (2023).
DNA cubre todo el territorio de Alsacia a través de 26 ediciones locales. Su principal propietario es el grupo editorial EBRA (Est Bourgogne Rhône Alpes), perteneciente al banco Crédit Mutuel, que integra los principales periódicos regionales del este de Francia.
Además del diario, DNA posee una editorial especializada en temas alsacianos denominada La Nuée Bleue («La Nube Azul»). Fundada en 1921, debe su nombre a la calle de Estrasburgo donde se encuentra la sede de DNA. Asimismo, desde 1948 publica la revista trimestral Les Saisons d'Alsace («Las Estaciones de Alsacia»), dedicada a temas sociales, históricos y culturales de la región, y en la que colaboran especialistas como historiadores, sociólogos, artistas, etc.